# Мария Екатерина Брауншвейг-Данненбергская
Мария Екатерина Брауншвейг-Данненбергская (нем. Marie Katharina von Braunschweig-Dannenberg; 10 июня 1616 — 1 июля 1665, Грабов) — принцесса Брауншвейг-Данненбергская, в замужестве герцогиня Мекленбург-Шверинская.
Мария Екатерина — дочь Юлия Эрнста Брауншвейг-Данненбергского (1571—1636) и его супруги Марии Ост-Фрисландской (1582—1616). 15 февраля 1635 года в Шверине Мария Екатерина вышла замуж за Адольфа Фридриха Мекленбургского, сына герцога Иоганна VII Мекленбургского и его супруги Софии Шлезвиг-Гольштейн-Готторпской.

## Потомки
В браке с Адольфом Фридрихом у Марии Екатерины родились:
- Юлиана Сибилла (1636—1701), с 9 марта 1695 года аббатиса Рюнского монастыря
- Фридрих (1638—1688), герцог Мекленбургский, принц Грабовский
- Кристина (1639—1693), аббатиса Гандерсгеймского монастыря с 1681 года
- Мария Елизавета (1646—1713), аббатиса монастыря Рюн с 1705 года, аббатиса Гандерсгеймского монастыря с 1712 года
- Анна София (1647—1726), с 1677 года замужем за герцогом Юлием Сигизмундом Вюртемберг-Юлиусбургским (1653—1684)
- Адольф Фридрих II (1658—1708), герцог Мекленбург-Стрелица